# Burgemeester Reigerstraat
De Burgemeester Reigerstraat is een straat van de Nederlandse stad Utrecht, lopend vanaf de Maliebaan, Nachtegaalstraat (waarmee het in het verlengde ligt) tot aan het Wilhelminapark in de buurt Oudwijk. De straat is vernoemd naar de oud-burgemeester Bernardus Reiger die van 1891 t/m 1908 burgemeester was van Utrecht.
Oudwijk wordt door de Burgemeester Reigerstraat in tweeën gesplitst: Oudwijk-Noord met als belangrijkste straat de Oudwijkerveldstraat, en Oudwijk-Zuid met de Oudwijkerdwarsstraat, welke beide op de Burgemeester Reigerstraat uitkomen.
Naast deze beide straten komen ook de Wagenstraat, Wolter Heukelslaan, J.M. Kemperstraat en de Van Hogendorpstraat op de Burgemeester Reigerstraat uit. Aan het einde van de Burgemeester Reigerstraat bevindt zich een rotonde waaraan zich de Nicolaasweg, Van Limburg Stirumstraat en het Wilhelminapark bevinden.
De bebouwing bestaat voor het grootse gedeelte uit monumentale herenhuizen, al is er met de jaren veel bijgebouwd, voornamelijk kantoorpanden welke het gezicht van vroeger behoorlijk hebben aangetast.
Op de hoek Maliebaan - Burgemeester Reigerstraat bevond zich tot 1984 de Oosterkerk.
Met een spoorwegovergang kruist de Burgemeester Reigerstraat de Oosterspoorweg (Utrecht Lunetten - Hilversum), waaraan ook het Maliebaanstation (het huidige Spoorwegmuseum) ligt. Vanaf januari 2009 rijdt over dit spoor weer maandelijks een trein van Utrecht Maliebaan naar Hilversum, de Heimwee Express geheten.

## Fotogalerij

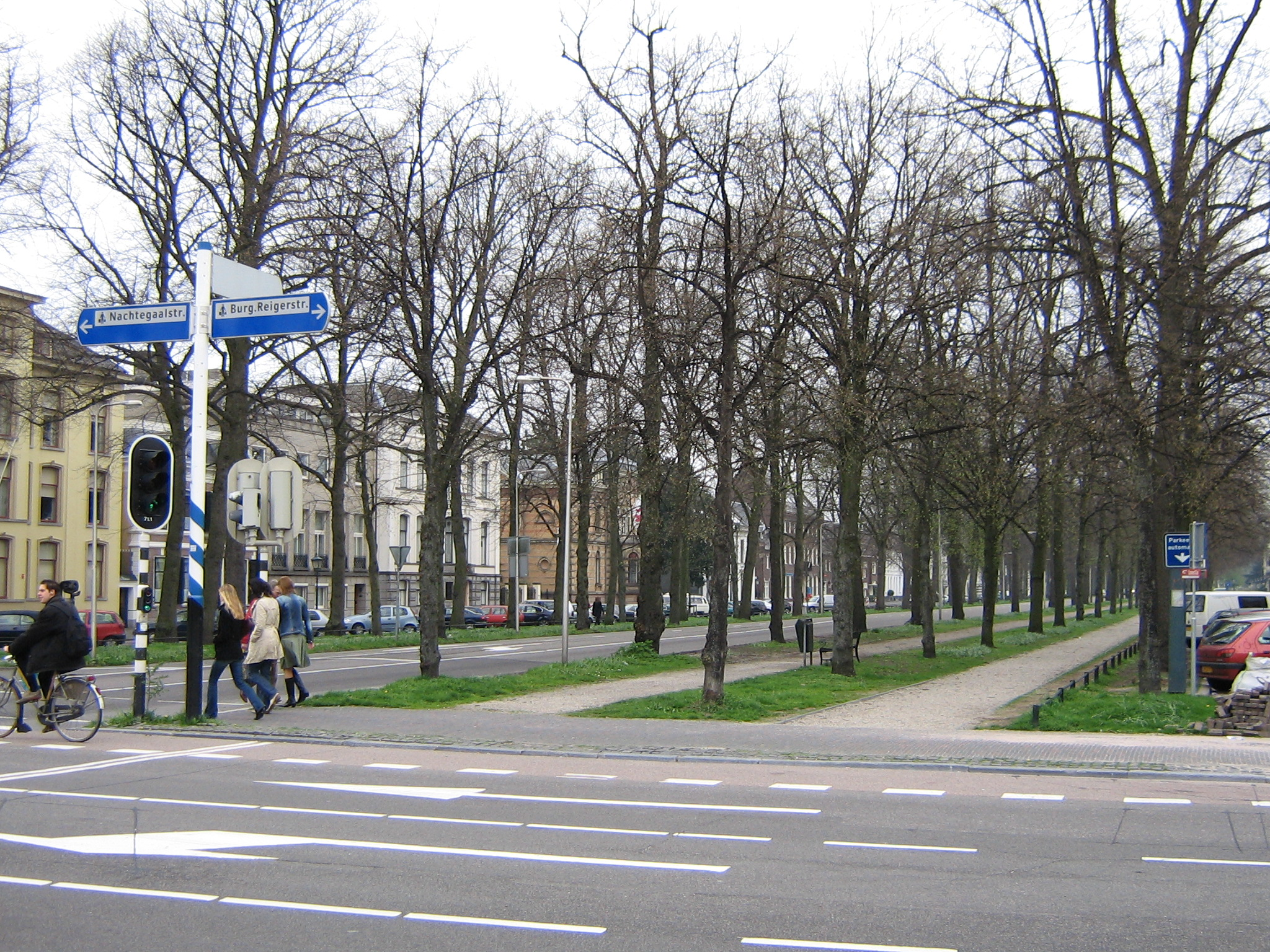
Kruising van de Maliebaan met de Nachtegaalstraat en de Burgemeester Reigerstraat
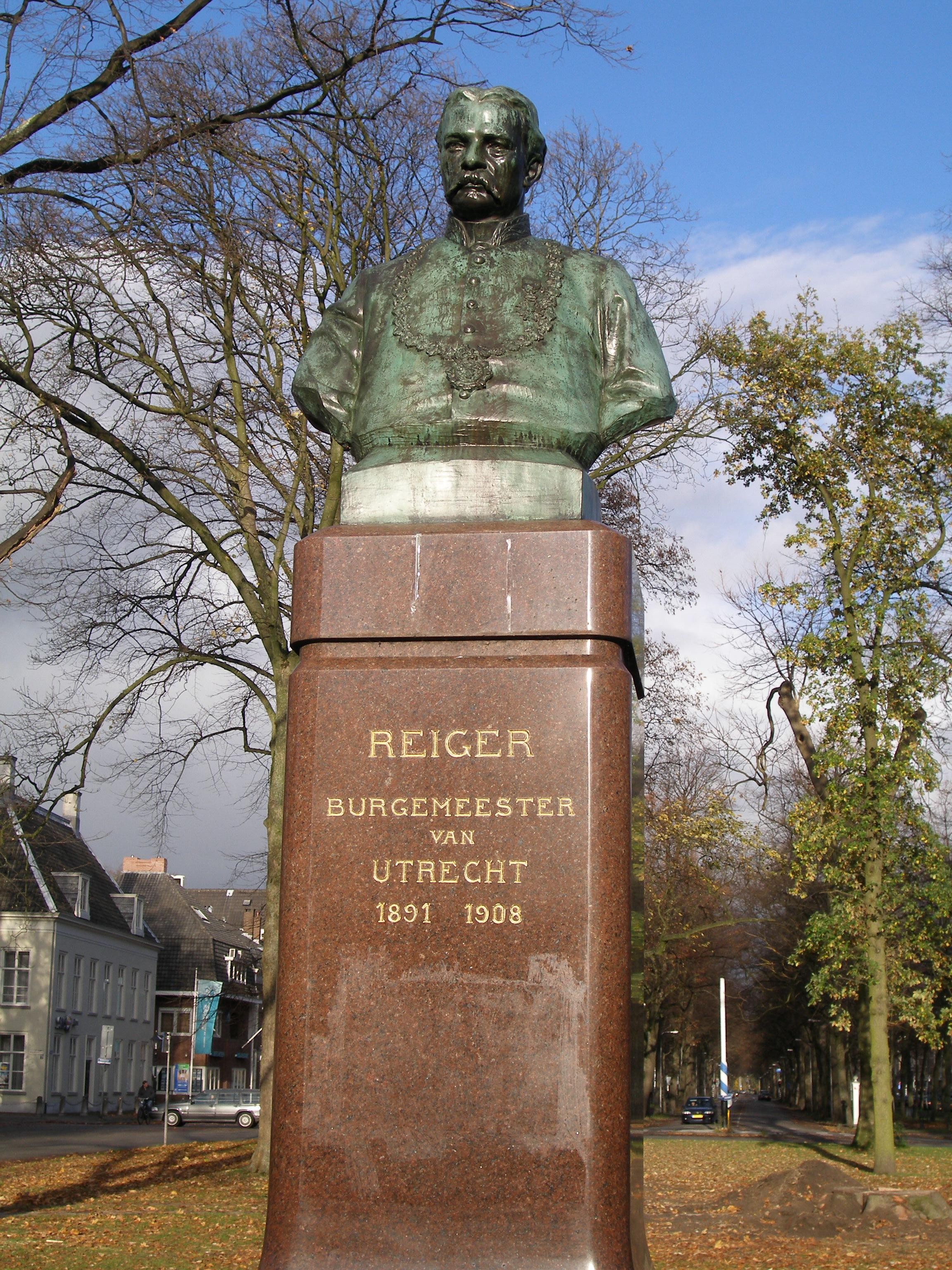
Borstbeeld op de Maliebaan bij de Maliesingel, vervaardigd door Toon Dupuis, 1909
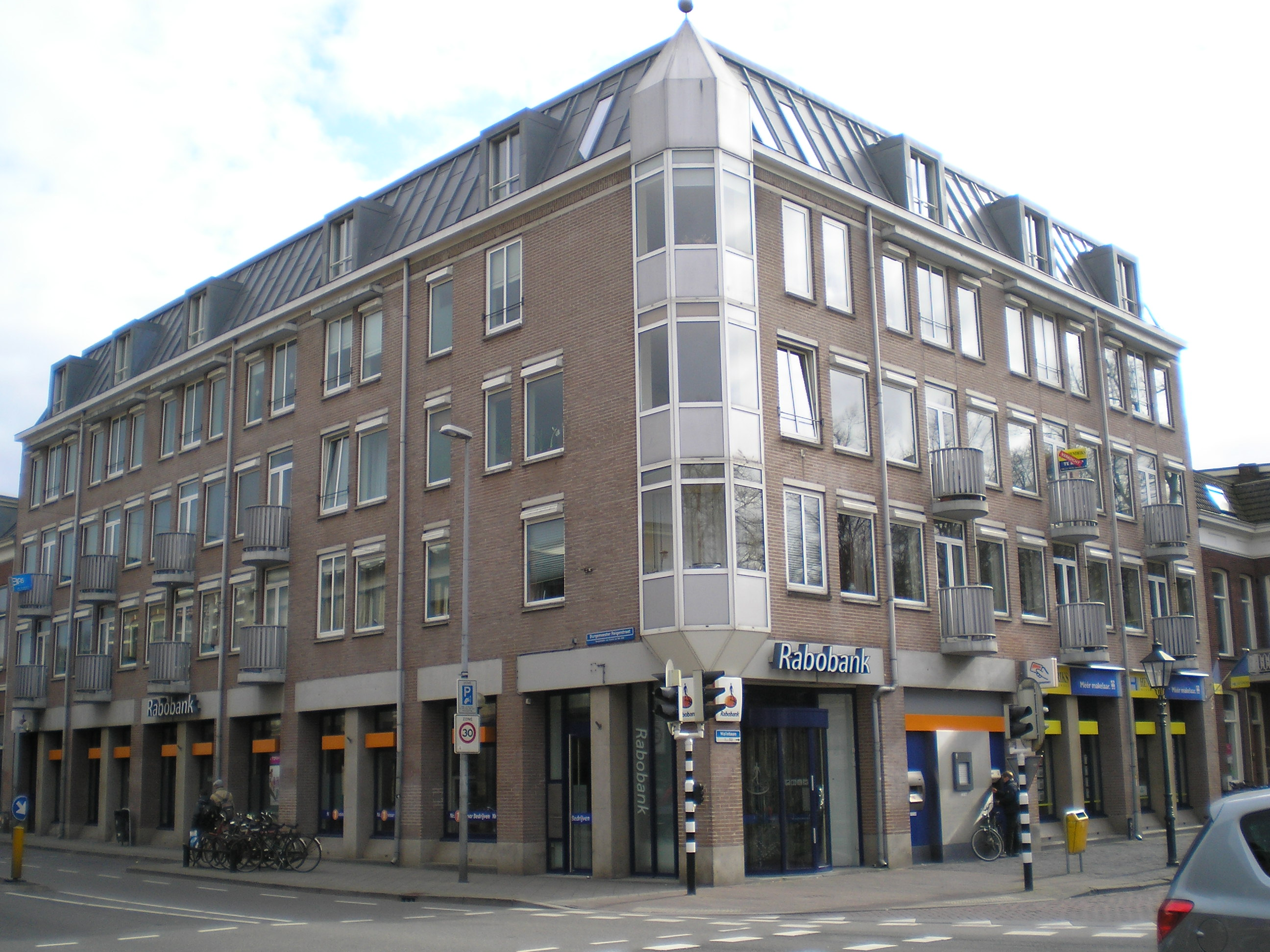
Kantoor en appartementen hoek Maliebaan en Burgemeester Reigerstraat, hier bevond zich de voormalige Oosterkerk
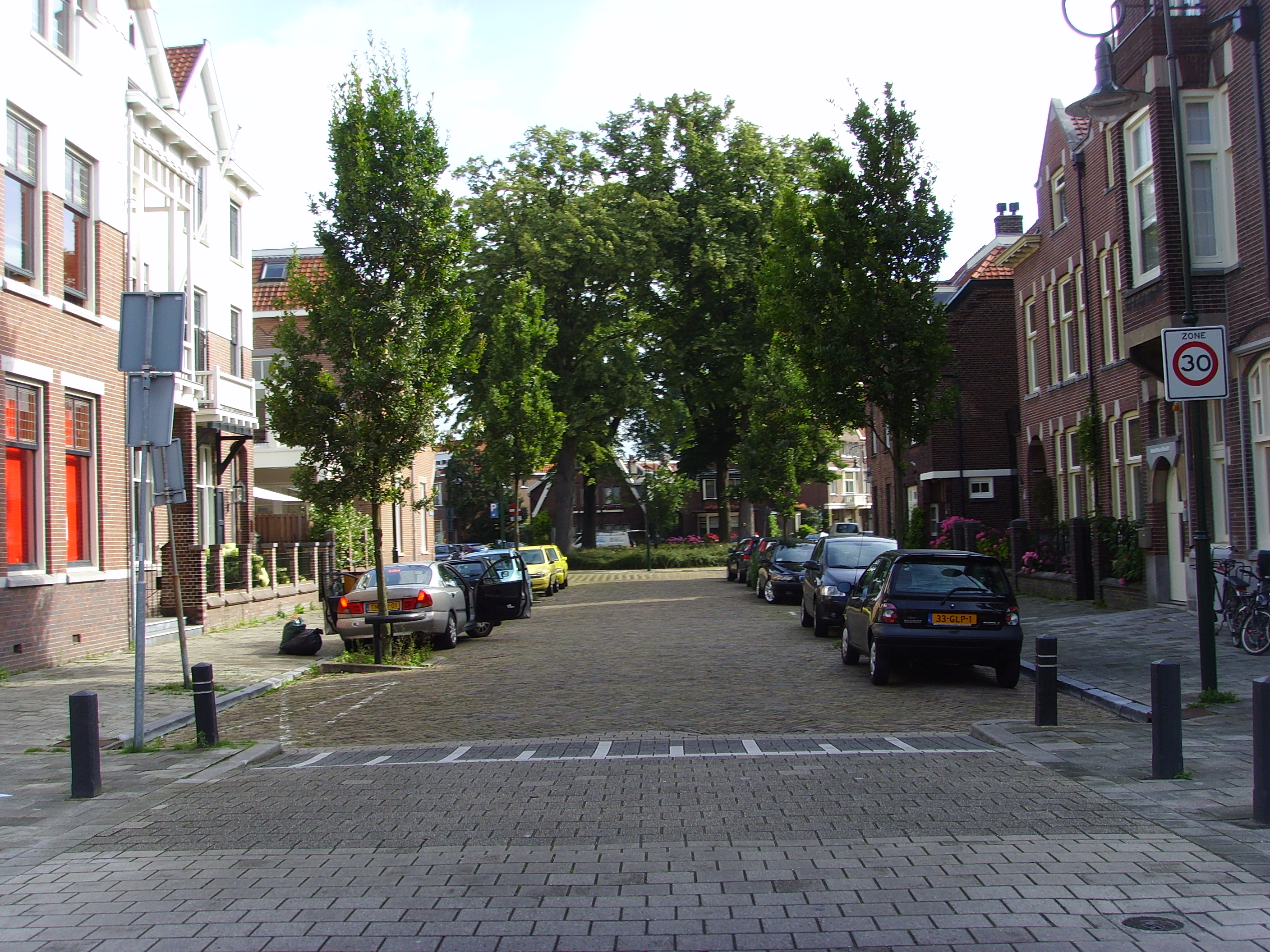
Zicht vanaf de Burgemeester Reigerstraat op het plantsoen van de Van Hogendorpstraat
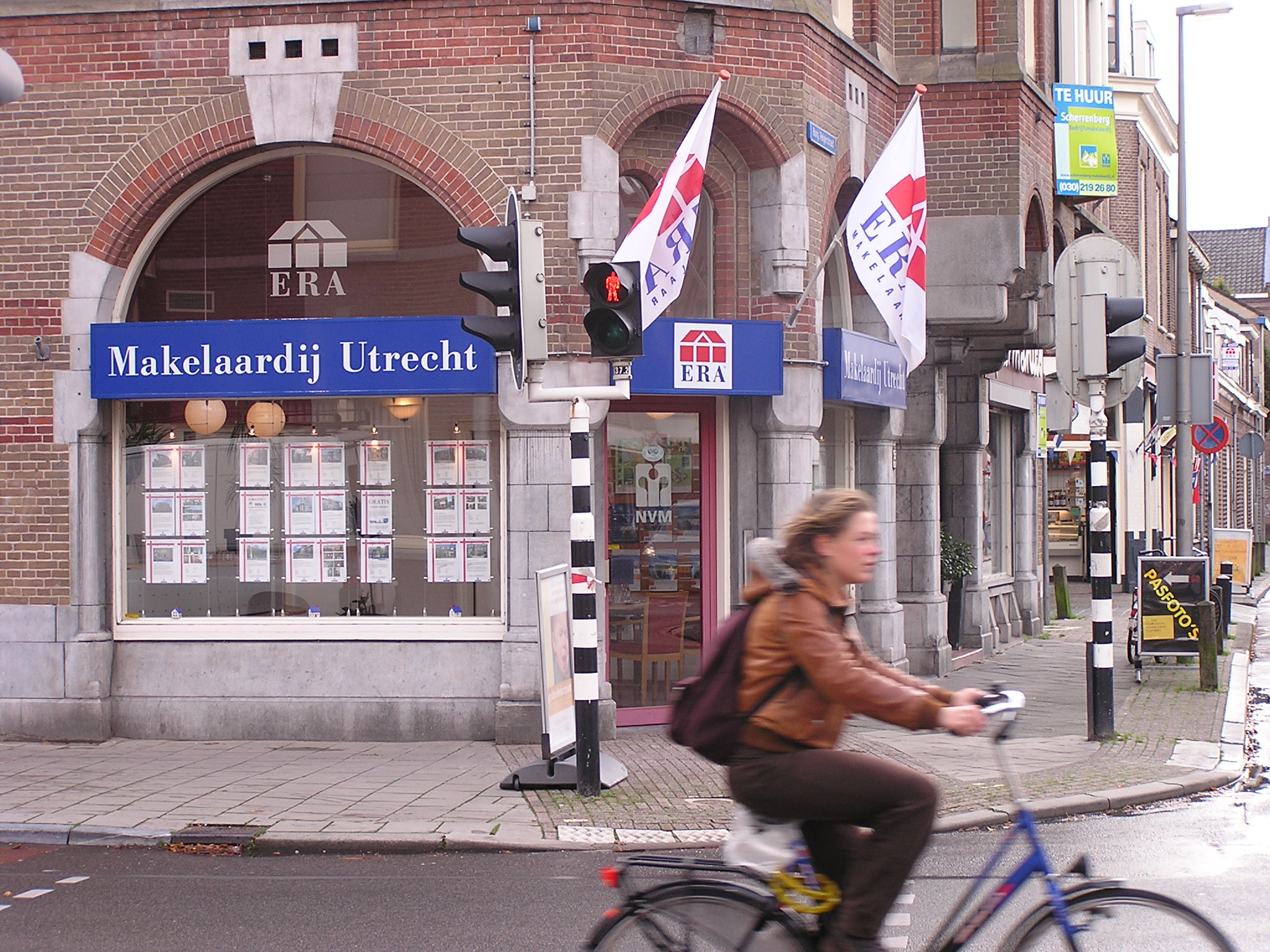
Hoek Oudwijkerdwarsstraat en Burgemeester Reigerstraat
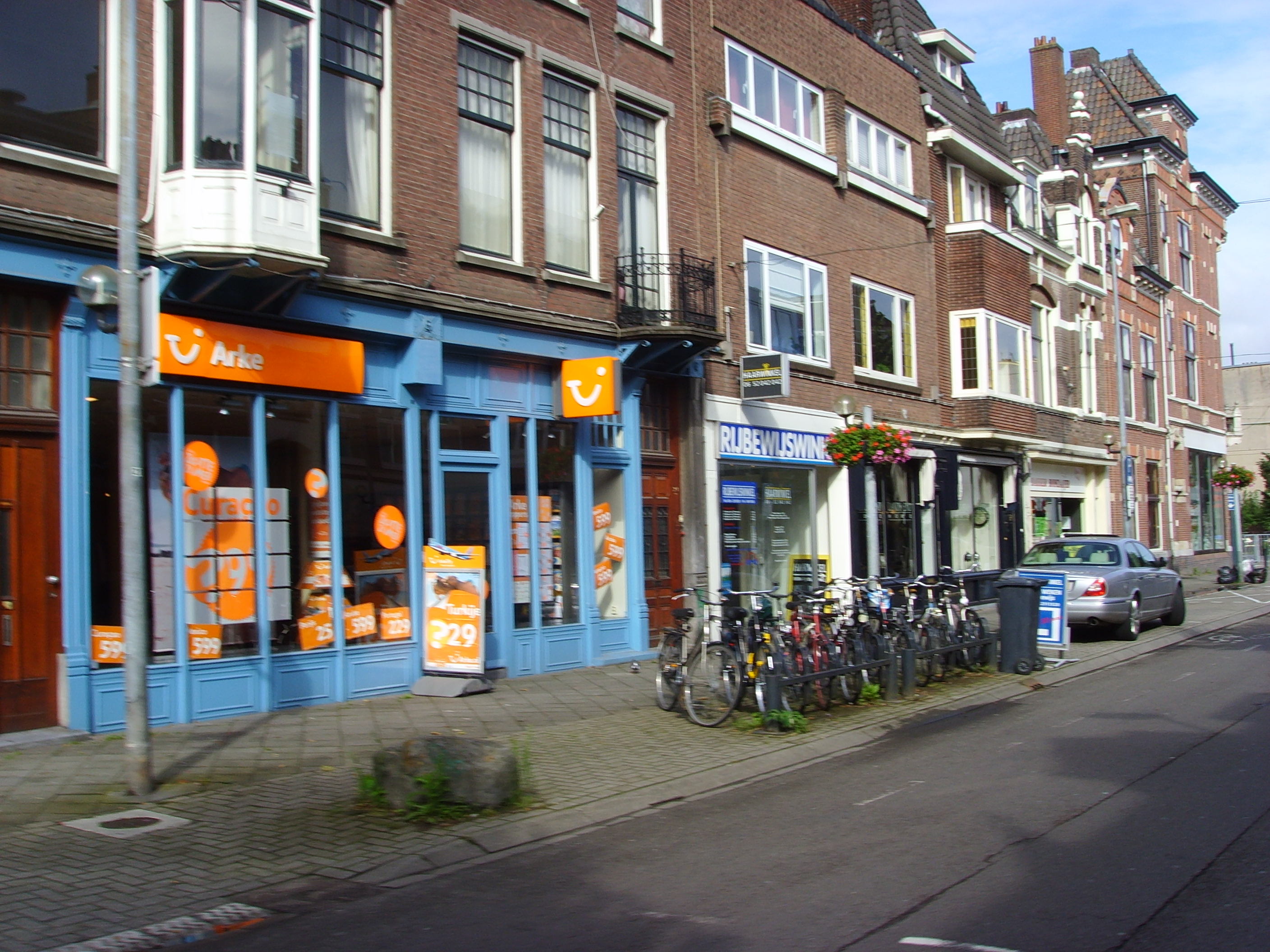
Burgemeester Reigerstraat

Burgemeester Reigerstraat ·
Nicolaasweg · 
Oudwijkerdwarsstraat ·
Oudwijkerveldstraat ·
Van Limburg Stirumstraat ·  
Zonstraat